# Južna Holandija
Južna Holandija (nizozemsko Zuid-Holland [ˌzœyt ˈɦɔlɑnt] ()) je pokrajina na  Nizozemskem z več kot 3,7 milijona prebivalcev (podatek za oktober 2021) in z gostoto prebivalstva približno 1.473 prebivalcev na km2, zaradi česar je najbolj poseljena pokrajina v državi in eno najbolj gosto poseljenih območij na svetu. Južna Nizozemska, ki leži ob Severnem morju na zahodu Nizozemske, pokriva površino 3307 km², od tega 607 km² je voda. Na severu meji na Severno Holandijo, na vzhodu na Utrecht in Gelderland ter na jugu na Severni Brabant in Zeeland. Glavno mesto pokrajine je sedež nizozemske vlade Haag, njeno največje mesto pa je Rotterdam. Delta Rena-Meuse-Scheldte se izliva skozi Južno Holandijo v Severno morje. Najbolj obremenjeno morsko pristanišče v Evropi, pristanišče Rotterdam, se nahaja v Južni Holandiji.

## Zgodovina

### Zgodnja zgodovina
Arheološka odkritja v Hardinxveld-Giessendamu kažejo, da je bilo območje Južne Holandije naseljeno že od 7500 let pred našim štetjem, verjetno nomadski lovci nabiralci. Kmetijstvo in stalna naselja so verjetno nastala okoli 2000 let pozneje, na podlagi izkopavanj v bližini Vlaardingena . V klasični antiki je bila Južna Holandija del rimske province Germania Inferior, meja rimskega cesarstva pa je potekala po starem Renu in segala do Severnega morja blizu Katwijka . Rimljani so ob meji zgradili trdnjave, kot so Praetorium Agrippinae blizu današnjega Valkenburga, Matilo blizu današnjega Leidna in Albaniana blizu današnjega Alphen aan den Rijn. V bližini današnjega Voorburga je bilo ustanovljeno mesto Forum Hadriani. Zgrajeno je bila po mrežnem načrtu in je obsegalo trg, sodišče, kopališče in več templjev.
Po odhodu Rimljanov je območje pripadlo Frizijskemu kraljestvu, nato pa ga je leta 636 osvojil frankovski kralj Dagobert I. Leta 690 je anglosaški menih Willibrord prispel v bližino Katwijka in mu je frankovski kralj Pepin II odobril širjenje rimskega katolicizma. V skladu s tem je ustanovil cerkev v Oegstgeestu, nato pa je bilo celotno območje postopoma pokristjanjeno. Območje je bilo dodeljeno Vzhodnofrankovski državi z Verdunsko pogodbo leta 843, po kateri je kralj podelil zemljišča Gerolfu, ki mu je pomagal pridobiti deželo. To je bilo rojstvo Grofije Holandija. Gerolfa je kasneje nasledil Dirk I., ki je še naprej vladal Holandiji pod frankovskim kraljem. Leta 1248 je grof Viljem II. ukazal gradnjo Ridderzaala, kar je dokončal njegov sin in naslednik Floris V.
Prvo mesto v Južni Holandiji, ki je prejelo mestne pravice, je bil Dordrecht, kar se je zgodilo leta 1220. Mesto je ohranilo prevladujoč položaj na tem območju, dokler ga v poznem 14. stoletju ni prizadela serija poplav. V istem stoletju se je zgodila tudi vrsta državljanskih vojn v zvezi z nasledstvom grofa Wiljema IV. Prestol sta zahtevala tako njegova hči Jakoba kot njegov brat Janez, slednjega pa je podpiral vojvoda Filip Dobri, burgundski. Konflikt se je končal leta 1490, z zmago Janeza.
Na splošno je območje Južne Holandije v poznem srednjem veku ostalo pretežno agrarno. To se je spremenilo okoli leta 1500, ko je Holandija postala najbolj urbanizirano območje v Evropi. Med osemdesetletno vojno je bilo območje Južne Holendije prizorišče zajetja Briellea, obleganja Leidna in atentata na Wiljema I. Oranskega.
Združena Nizozemska je leta 1581 razglasila svojo neodvisnost, Holandija pa je hitro postala prevladujoča pokrajina v državi s pomembnimi trgovskimi mesti, kot so Leiden, Delft, Gouda in Dordrecht. Leta 1575 je Wiljem Tihi v Leidnu ustanovil prvo nizozemsko univerzo. Haag, ki je nastal okoli gradu Holandskih grofov, je postal njegovo novo politično središče. Tako Stanovi Holandije kot Generalni stanovi Nizozemske so imeli sedež v Binnenhofu. Nizozemska zlata doba je zacvetela v 17. stoletju. Jug Holandije, takrat pogosto imenovan Zuiderkwartier (dobesedno "južna četrt"), je bil rojstni kraj in prebivališče znanstvenikov, kot sta Antoni van Leeuwenhoek in Christiaan Huygens, filozofov, kot sta Baruch Spinoza in Pierre Bayle, ter slikarjev, kot sta npr. Johannes Vermeer, Rembrandt van Rijn in Jan Steen .

### Kot pokrajina
Pokrajina Južna Holandija, kakršna je danes, izvira iz obdobja francoske vladavine od 1795 do 1813. To je bil čas osupljivih sprememb nizozemskega sistema pokrajin. Leta 1795 je bila razglašena Batavska republika in stari red je bil v naslednjih letih pometen z vrsto ustavnih sprememb. V ustavi, sprejeti 23. aprila 1798, so bile korenito spremenjene stare meje. Republika je bila reorganizirana v osem departmajev s približno enakim številom prebivalcev. Južna Holandija je bila razdeljena na tri departmaje. Otoki na jugu so bili združeni z Zeelandijo in zahodom Severnega Brabanta, da so oblikovali departma Šelda in Meuse. Sever območja je postal departma Delf. Majhna regija na vzhodu območja je postala del departmaja Ren, ki je obsegal velik del Gelderlanda in Utrechta. Leta 1801 so bile stare meje obnovljene, ko je bil ustanovljen departma Holandije. Reorganizacija je bila kratkotrajna, vendar je rodila koncept delitve Holandije, ki je ustvarila manj prevladujoče pokrajine. Leta 1807 je bila Holandija ponovno reorganizirana. Tokrat je bil departma razdeljen na dva dela. Jug, ki je kasneje postal Južna Holandija, se je imenoval departma Maasland. Tudi to ni trajalo dolgo. Leta 1810 so bile vse nizozemske province vključene v francosko cesarstvo, Maasland pa se je preimenoval v Bouches-de-la-Meuse .
Po porazu Francozov leta 1813 je ta organizacija ostala nespremenjena kakšno leto. Ko je bila uvedena ustava iz leta 1814, je bila večina meja povrnjena v stanje pred francoskim obdobjem . Sever in jug Holandije sta bila ponovno združena kot pokrajina Holandija. Vendar delitev ni bila popolnoma razveljavljena. Od svoje ponovne ustanovitve leta 1814 je imela Holandija vedno dva kraljeva komisarja, enega za sever in enega za jug. Čeprav je bila pokrajina ponovno združena, sta bili obe območji na nek način še vedno obravnavani različno in ideja o delitvi Holandije je ostala živa. Leta 1840 je bilo sklenjeno, da se Holandija ponovno razdeli na Severno in Južno Holandijo, ker je bila pokrajina Holandija preveč prevladujoča po površini, prebivalstvu in bogastvu. V poznem 20. in v začetku 21. stoletja je bilo pet občin prenesenih iz Južne Holandije v Utrecht; Oudewater leta 1970, Woerden leta 1989, Vianen leta 2002, Leerdam in Zederik leta 2019.
Gradnja Nieuwe Waterweg leta 1863 je pomenila začetek rasti pristanišča Rotterdam. 14. maja 1940, med drugo svetovno vojno, je bilo središče Rotterdama uničeno z nemškim bombardiranjem. Nemška okupacija Nizozemske, ki je sledila, je povzročila protijudovske ukrepe, številni pripadniki nizozemskega odpora pa so bili ujeti in usmrčeni na Waalsdorpervlakte . Hkrati je bil ob obali zgrajen Atlantski zid. Po drugi svetovni vojni, leta 1953, je jug Južne Holandije močno prizadela poplava Severnega morja, ki je vzela življenja 677 južnim Holandcem. Po tem se je nizozemska vlada odločila za gradnjo Delta Works, ki se je končala z dokončanjem Maeslantkeringa leta 1997.

## Geografija
Južna Holandija pokriva območje 3403 km², od tega je 585 km² voda. Meji na Severno morje na zahodu, Severno Holandijo na severu, Utrecht in Gelderland na vzhodu ter Severni Brabant in Zeeland na jugu. Poleg sipin ob obali Severnega morja je pokrajina skoraj v celoti ravninska in večinoma sestavljena iz polderjev. Središče Južne Holandije in območje ob obali na zahodu sta večinoma urbana, del somestja Randstad, medtem ko je vzhod pokrajine bolj agraren in pripada Groene Hartu, dobesedno Zelenemu srcu. Jug pokrajine je skupek otokov v delti Ren–Meuse–Šelda. Zaradi popisnih razlogov je Južna Holandija razdeljena na štiri regije: Rijnmond, jug, zahod in vzhod .
Duin-en Bollenstreek je regija na severozahodu Južne Holandije, okoli Katwijka, kjer se nahajajo obalne sipine in gojijo cvetlične čebulice. Južno od regije ležijo večinoma pašniki na peščenih tleh, ki tvorijo prehod v bolj urbano območje. To mestno območje poteka vzdolž starega Rena, od Katwijka preko Rijnsburga do Leidna in Zoeterwoude-Rijndijka. Južno od Leidna in severno od Haaga leži območje, kjer pokrajina sipin, ki mejijo na Severno morje na zahodu, prehaja v pokrajino šote bolj na vzhodu. Najbolj vzhodna konica Južne Holandije je del De Biesbosch, enega največjih nizozemskih narodnih parkov in enega zadnjih sladkovodnih območij plimovanja v Evropi. Drugi parki v Južni Holandiji, čeprav ni narodnih parkov, vključujejo Delftse Hout vzhodno od Delfta, Ackerdijkse Plassen, ptičji rezervat severno od Rotterdama, ter Buytenpark in Westerpark blizu Zoetermeerja. Kagerplassen je zbirka jezer severovzhodno od Leidna, priljubljenih za čolnarjenje, vodne športe, ribolov, kampiranje in sprehode.
Južni del Južne Holandije sestavljajo številni otoki delte Ren–Meuse–Šelda. Čeprav so tehnično otoki v smislu, da so obkroženi z rekami, kanali ali drugimi vodnimi telesi, je večina teh otokov dobro povezana z ostalim delom pokrajine prek mostov, predorov in jezov. Južni otoki, predvsem Goeree-Overflakkee (1 na zemljevidu), Tiengemeten (2), Hoeksche Waard (6) in Voorne-Putten (4/5), so večinoma agrarni, medtem ko so bolj na severu otoki bolj urbani, kot so Dordrecht (7), IJsselmonde (9) in Rozenburg (10), medtem ko se drugi otoki, kot je Rozenburg (10), večinoma uporabljajo za petrokemično industrijo. Ta mesta skupaj tvorijo somestje Rijnmond s središčem v mestu Rotterdam. Skupaj s Haaglandenom (s središčem v Haagu ) in Delflandom (s središčem v Delftu ) na severu ter z Drechtstedenom na jugovzhodu, ta aglomerat tvori južno krilo somestja Randstad, ki se razteza čez Južno Holandijo, Severno Holandijo in Utrecht.

Druge regije v Južni Holandiji vključujejo Alblasserwaard, Gouwestreek ("Območje Gouwe "), Hoeksche Waard, Krimpenerwaard, Rijnland ("Porenje"), Rijnstreek (" Rensko območje"), Vijfheerenlanden in Westland (približno vključno s Hook of Holland in občinami Westlanda in Midden-Delflanda ).
- Topografska mapa Južne Holandije leta 2013
- Satelitska slika  Delte Ren–Meuse–Šelda, ki prikazuje otoke Južne Holandije

### Podnebje
Tako kot ostala Nizozemska ima tudi Južna Holandija zmerno oceansko podnebje, razred Cfb po Köppenovi podnebni klasifikaciji. Na podnebje vplivata Severno morje in Atlantski ocean, kar ima za posledico razmeroma hladnejša poletja in milejše zime. Deževne plohe so pogoste v jesenskih in zimskih sezonah. Zaradi ravne površine tudi neurja v zimskem času niso redka. Čeprav dežuje vse leto, je prvih šest mesecev v letu razmeroma suho. Vzhodni vetrovi lahko povzročijo začasne kontinentalne podnebne razmere z razmeroma toplimi in suhimi poletji ter mrzlimi in nevihtnimi zimami. Temperatura se spreminja med 2 °C in 6 °C pozimi in 17 °C in 20 °C poleti.

### Občine
Južna Holandija je razdeljena na 52 občin.

## Gospodarstvo
Bruto domači proizvod (BDP) regije je leta 2018 znašal 163,8 milijarde evrov. To prispeva k bruto domačemu proizvodu Nizozemske za 21,2 %. BDP na prebivalca, prilagojen kupni moči, je v istem letu znašal 38.700 € ali 128 % povprečja EU27. Delovna sila Južne Holandije je 1.661.000 ljudi; 47,1 % celotnega prebivalstva. Stopnja brezposelnosti je bila v letu 2013 6,1-odstotna.
Glavni sektorji gospodarske dejavnosti v tej pokrajini so med drugim:
- Vrtnarstvo je pomemben sektor v Južni Holandiji. Pokrajina je dom okoli 2550 podjetij z rastlinjaki, kar je približno polovica celotnega nizozemskega.[11] Natančneje, Westland je dobro znan po svoji intenzivni hortikulturi. Rastlinjaki v tej regiji pokrivajo površino 2750 ha,[12] zaradi česar je največje območje rastlinjakov na svetu.[13]
- Gojenje cvetnih čebulic ;
- Pristanišče Rotterdam ;
- Petrokemična industrija, zlasti v bližini rotterdamske soseske Pernis ; (Shellova rafinerija je največja rafinerija nafte v Evropi in ena največjih na svetu);
- Storitveno usmerjeno gospodarstvo Haaga, kjer številna delovna mesta ponuja nacionalna vlada (od katerih so glavni upravni deli nastanjeni v tem mestu), mednarodne institucije in sedeži več velikih mednarodnih podjetij;
- Dejavnosti, povezane s turizmom (med drugim v zgodovinskih krajih, kot je Delft, in v več obmorskih krajih);
- Gospodarski ribolov ; glavna ribiška kraja Južne Holandije sta Katwijk in Scheveningen;
- Živinoreja, katere glavni sektor je v tej pokrajini mlečna industrija.

## Vera
Religija v Južni Holandiji (2015)